# Jan Plewka

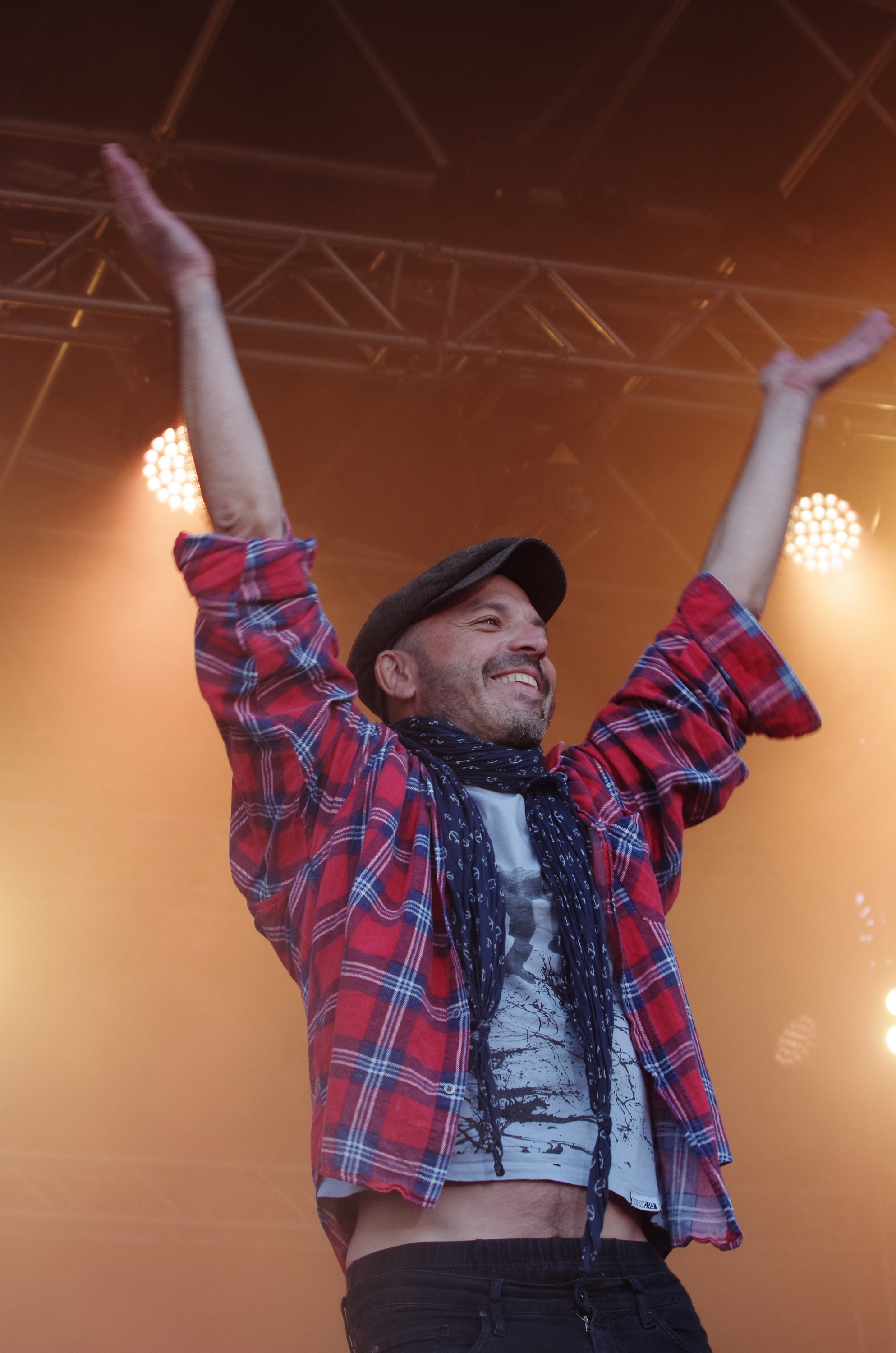
Jan Plewka mit Selig 2013

Jan Plewka (* 29. Oktober 1970 in Ahrensburg) ist ein deutscher Sänger und Schauspieler. Er ist seit den 1990er Jahren Sänger der Hamburger Rockband Selig, die mit einer Mischung aus 70s-Rock und Grunge den Stil und die Ausdrucksmöglichkeiten der deutschen Rockmusik in diesem Jahrzehnt maßgeblich beeinflusst hat. Nach der zwischenzeitlichen Auflösung von Selig agierte Plewka als Solokünstler und auch als Teil der Gruppen TempEau und Zinoba. Seit 2008 ist er wieder Sänger der wiedervereinigten Band Selig.

## Biographie

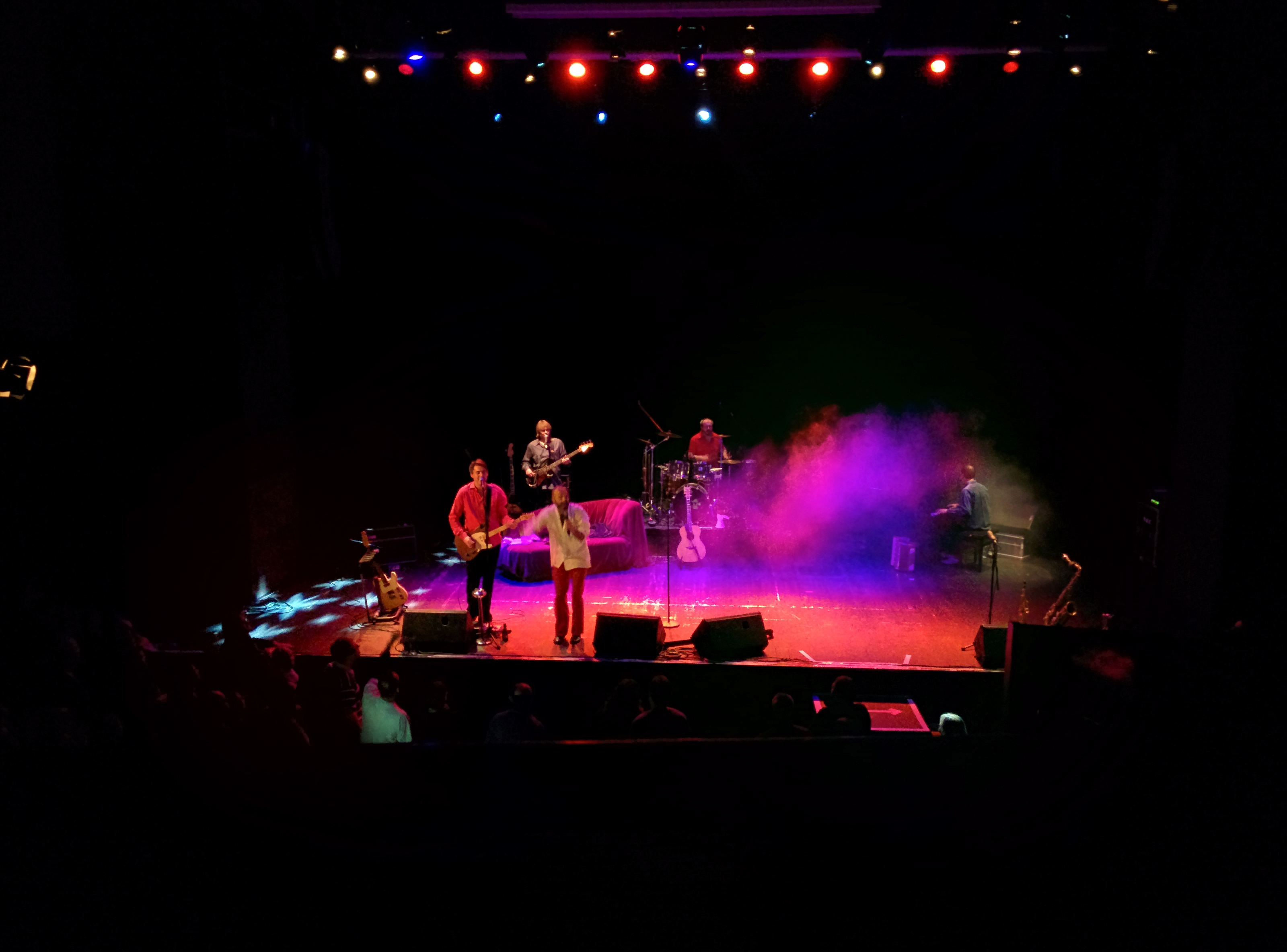
Jan Plewka singt Rio Reiser. Konzert mit der Band Die Schwarz-Rote Heilsarmee am 21. November 2015 im Capitol (Mannheim).

Mit neun Jahren gründete er seine erste Schüler-Band Blackfire. Zwischen dem 9. und 11. Lebensjahr übernahm er diverse Arbeiten als Synchronsprecher im Studio Hamburg und einmal auch als Darsteller und Drehbuchautor in der Sesamstraße. Mit 12 Jahren folgte die zweite Band Matsch. Weitere Combos folgten, wie z. B. Boss Barnes, wo unter anderem das Stück Frösche weinen nie entstand, welches später von den Schröders erfolgreich gecovert wurde. Jan Plewka erhielt erste Hauptrollen als Schauspieler sowie Sprecher-Rollen bei Hörspielen und erreichte einen Abschluss an der Fachoberschule für Graphik und Gestaltung.
Nach der Heirat mit seiner schwedischen Freundin Anna (sie war damals Au-Pair-Mädchen in Deutschland) folgten 1992 Zivildienst als mobiler sozialer Helfer in Hamburg-Uhlenhorst und Gründung der Formation Selig, mit denen er 1993 einen Plattenvertrag mit Epic/Sony Music abschloss. In den Jahren 1994 bis 1997 entstanden drei Alben und der Soundtrack zu Knockin' on Heaven's Door. Im Sommer/Herbst 1997 zog Plewka mit seiner Frau Anna und der neugeborenen Tochter nach Schweden in eine abgelegene Holzhütte – die Band Selig war damit faktisch aufgelöst.
1998 kehrte Plewka nach Hamburg zurück. 2000 fand die Aufnahme des Soundtracks zum Film Schule mit Ralf Goldkind als Produzent, sowie weitere Aufnahmen zu seiner ersten deutschen Solo-CD Flugzeuge, Bars und Cafés statt, die jedoch erst im März 2016 veröffentlicht wurde. Im Jahr 2001 tat sich Plewka mit dem Komponisten und Gitarristen Marco Schmedtje zusammen, mit dem er sich eine Woche lang nach Spanien zurückzog und eine Rohversion des Albums Zu Hause da war ich schon aufnahm, welches danach in Hamburg von Franz Plasa produziert wurde. Im selben Jahr übernahm er auch zwei Hauptrollen in den Kurzfilmen Hänsel@Gretel und So billig und wurde Vater einer zweiten Tochter. Im Jahr 2002 erschien die eigene CD mit anschließender Tour, 2003 folgten Gastauftritte bei Keimzeit und Soulounge sowie die Gründung der Band Zinoba, bei der auch andere ehemalige Selig-Musiker beteiligt waren.
2004 gründete Jan Plewka zusammen mit dem Schauspieler Marek Harloff und Stephan Eggert die Band TempEau. 2005 startete die Gastspiel-Tour Jan Plewka singt Rio Reiser, die seit 2007 wiederholt fortgesetzt wird. Mit TempEau startete Jan Plewka 2006 für Schleswig-Holstein bei Stefan Raabs Bundesvision Song Contest und war bei einigen Konzerten Vorgruppe von Bela B. Sein Lied Was dich so verändert hat ist außerdem im Nachspann und auf dem Soundtrack des Films Die Welle zu hören.
Im August 2008 kam es zur Reunion von Jan Plewkas alter Band Selig.
Er war Teilnehmer der 7. Staffel von Sing meinen Song – Das Tauschkonzert. Ebenfalls in der Staffel mit dabei waren Ilse DeLange, Max Giesinger, Lea, MoTrip, Nico Santos sowie Michael Patrick Kelly als Moderator.
Er lebt aktuell in Ahrensburg in Schleswig-Holstein.

## Film
Als Schauspieler wurde Jan Plewka durch Hans W. Geißendörfers Film Bumerang-Bumerang an der Seite von Jürgen Vogel und Jennifer Nitsch bekannt. Außerdem spielte er zusammen mit der Band Selig in dem Film Der Pirat (weitere Rollen: Jürgen Vogel und Christiane Paul) von Bernd Schadewald mit. Ebenso spielte er neben Marek Harloff im Jahr 2007 erstausgestrahlten Fernsehfilm Alles Lüge – Die Wahrheit über Rio Reiser (Bavaria Film/SWR) mit. Am 10. Dezember 2009 kam der Film Liebeslied von der Regisseurin Anne Høegh Krohn in die Kinos. Jan Plewka und Nicolette Krebitz spielen darin die Hauptrollen.
Filmografie
- 1989: Bumerang-Bumerang
- 1997: Der Pirat (Fernsehfilm)
- 2001: Hänsel@Gretel (Kurzfilm)
- 2001: So billig (Kurzfilm)
- 2007: Alles Lüge – Die Wahrheit über Rio Reiser (Fernsehfilm)
- 2009: Liebeslied

## Oper
Im Jahr 2008 sang Jan Plewka die Rolle des Papageno in Christoph Hagels Inszenierung von Mozarts Oper Die Zauberflöte, die im U-Bahnhof Bundestag der damals noch nicht in Betrieb befindlichen Berliner U-Bahn-Linie U55 aufgeführt wurde. Die Aufführung wurde auch auf DVD veröffentlicht.

## Veröffentlichungen
- 25. Februar 2002: Jan Plewka – Zuhause da war ich schon (erstes offizielles Solo-Album)
- 24. März 2006: Jan Plewka singt Rio Reiser – Eine Reminiszenz an den König von Deutschland (DVD der zunächst am Hamburger Schauspielhaus, danach bundesweit aufgeführten Konzertreihe)
- 8. Dezember 2009: Liebeslied (Soundtrack)
- 21. März 2016: Flugzeuge, Bars und Cafés (als Jan + Ich, zusammen mit Ralf Goldkind)
- 22. Mai 2020: Beteiligung an der CD zur siebenten Staffel der TV-Serie Sing meinen Song – Das Tauschkonzert

## Varia
2012 erschien das Album Ich bin von Heinz Rudolf Kunze mit dem Duett-Titel Lisa mit Jan Plewka.
2016 war Plewka Gast auf dem MTV unplugged Album von Marius Müller-Westernhagen, gemeinsam sangen sie den Klassiker Mit 18.
Plewka war einer der sieben Teilnehmer der 7. Staffel von Sing meinen Song – Das Tauschkonzert. Ebenfalls in der Staffel mit dabei waren Max Giesinger, Nico Santos, Lea, Ilse DeLange, MoTrip sowie Michael Patrick Kelly als Moderator.